# Мирний (Шипуновський район)
Ми́рний (рос. Мирный) — селище у складі Шипуновського району Алтайського краю, Росія. Входить до складу Горьковської сільської ради.

## Населення
Населення — 125 осіб (2010; 149 у 2002).
Національний склад (станом на 2002 рік):
- росіяни — 97 %